# Robin Goad
Robin Elizabeth Goad (geborene Byrd; * 17. Januar 1970 in Newnan, Georgia) ist eine ehemalige US-amerikanische Gewichtheberin.

## Karriere
Robin Byrd, wie sie mit Geburtsnamen hieß, wuchs in Newnan, Georgia, auf, besuchte dort die High School und war sportlich gut veranlagt. Als Ende der 1980er Jahre Gewichtheben als Frauensportart populär wurde, wandte sie sich dieser Sportart zu und startete bereits als 17-Jährige 1987 bei den ersten Weltmeisterschaften für Frauen in Daytona Beach. Dort wurde sie Vizeweltmeisterin. Auch in den nächsten Jahren vermochte sie sich bei den Weltmeisterschaften immer wieder in den vorderen Rängen zu platzieren. Ihr größter Erfolg war der Sieg im Zweikampf bei der Weltmeisterschaft 1994 in Istanbul in der Klasse bis 50 kg Körpergewicht. Insgesamt errang sie bei Weltmeisterschaften 20 Medaillen.
1995 heiratete sie den amerikanischen Gewichtheber Dean Goad. Nach Beendigung ihrer Laufbahn als aktive Gewichtheberin arbeitet sie in ihrem Beruf Lehrerin und als Personal Trainerin im Fitnessbereich und ist außerdem beratendes Mitglied für Gewichtheben im Nationalen Olympischen Komitee der USA.

## Erfolge/Mehrkampf
(WM = Weltmeisterschaft, KG = Körpergewicht)
- 1987, 2. Platz, WM in Daytona Beach/USA, bis 48 kg KG, mit 137,5 kg, hinter Huang Xiaoyu, China und vor Sandra Gomez, Spanien;
- 1988, 2. Platz, WM in Djakarta, bis 48 kg KG, mit 140 kg, hinter Huang Xiaoyu und vor Aisah Siti, Indonesien;
- 1989, 4. Platz, WM in Manchester, bis 48 kg KG, mit 135 kg, hinter Huang Xiaoyu, 172,5 kg, Cho Myung-Suk, Südkorea, 147,5 kg und Shu Nan-Mai, Taiwan, 137,5 kg;
- 1990, 4. Platz, WM in Sarajewo, bis 48 kg KG, mit 147,5 kg, hinter S. Liao, China, 177,5 kg, Hiromi Uemura, Japan, 167,5 kg und Pauline Haughton, England, 150 kg;
- 1991, 2. Platz, WM in Donaueschingen, bis 52 kg KG, mit 170 kg, hinter Peng Liping, China, 187,5 kg und vor Hiromi Uemura, 167,5 kg;
- 1992, 3. Platz, WM in Warna, bis 52 kg KG, mit 172,5 kg, hinter Peng Liping, 202,5 kg und Siyka Stoichewa-Toumporowa, Bulgarien, 172,5 kg;
- 1993, 2. Platz, WM in Melbourne, bis 54 kg KG, mit 177,5 kg, hinter Chen Xiaomin, China, 200 kg und vor Karnam Malleswari, Indien, 177,5 kg;
- 1994, 1. Platz, WM in Istanbul, bis 50 kg KG, mit 175 kg, vor Isabela Rifatowa (spätere Dragnewa), Bulgarien, 165 kg und Li Chuan-Chen, Taiwan, 165 kg;
- 1996, unplatziert, WM in Warschau, mit 3 Fehlversuchenim Stoßen;
- 1997, 8. Platz, WM in Chiangmai/Thailand, bis 50 kg KG, mit 172,5 kg, hinter B. Si Winani, Indonesien, 185 kg und Isabela Dragnewa, 185 kg;
- 1998, 3. Platz, WM in Lahti, bis 53 kg KG, mit 182,5 kg, hinter Wang Xiufen, China, 210 kg und Isabela Dragnewa, 192,5 kg;
- 1999, 1. Platz, PanAm Games in Winnipeg, bis 53 kg KG, vor Nancy del Carmen, Venezuela und Luz Adriana Gallego, Kolumbien;
- 1999, 8. Platz, WM in Athen, bis 53 kg KG, mit 187,5 kg, Siegerin: Li Feng-Yi, Taiwan, 215 kg vor B. Si Winani, 202,5 kg
- 2000, 5. Platz, OS in Sydney, bis 48 kg KG, mit 177,5 kg, hinter Tara Nott, USA, 185 kg, Lisa Rumbewas Raeme, Indonesien, 185 kg, Sri Indriyani, Indonesien, 182,5 kg und Thi Kay Win, Myanmar, 180 kg

## Medaillen Einzeldisziplinen
- WM-Goldmedaille: 1994, Reißen, 80 kg -
- WM-Silbermedaillen: 1987, Reißen, 62,5 kg - 1987, Stoßen, 75 kg - 1988, Reißen, 67,5 kg - 1991, Reißen, 77,5 kg - 1993, Reißen, 82,5 kg - 1994, Stoßen, 95 kg -
- WM-Bronzemedaillen: 1988, Stoßen, 72,5 kg - 1989, Reißen, 62,5 kg - 1991, Stoßen, 92,5 kg - 1992, Reißen, 77,5 kg - 1998, Reißen, 82,5 kg - 1998, Stoßen, 100 kg

## USA-Meisterschaften
- 1988, 1. Platz, bis 48 kg KG, mit 135 kg;
- 1989, 1. Platz, bis 52 kg KG, mit 140 kg;
- 1990, 1. Platz, bis 52 kg KG, mit 140 kg;
- 1992, 1. Platz, bis 52 kg KG, mit 165 kg;
- 1994, 1. Platz, bis 50 kg KG, mit 172,5 kg;
- 1995, 1. Platz, bis 54 kg KG, mit 170 kg;
- 1996, 1. Platz, bis 54 kg KG, mit 167,5 kg;
- 1999, 1. Platz, bis 53 kg KG, mit 185 kg;
- 2001, 1. Platz, bis 53 kg KG, mit 170 kg